# 軋棉機

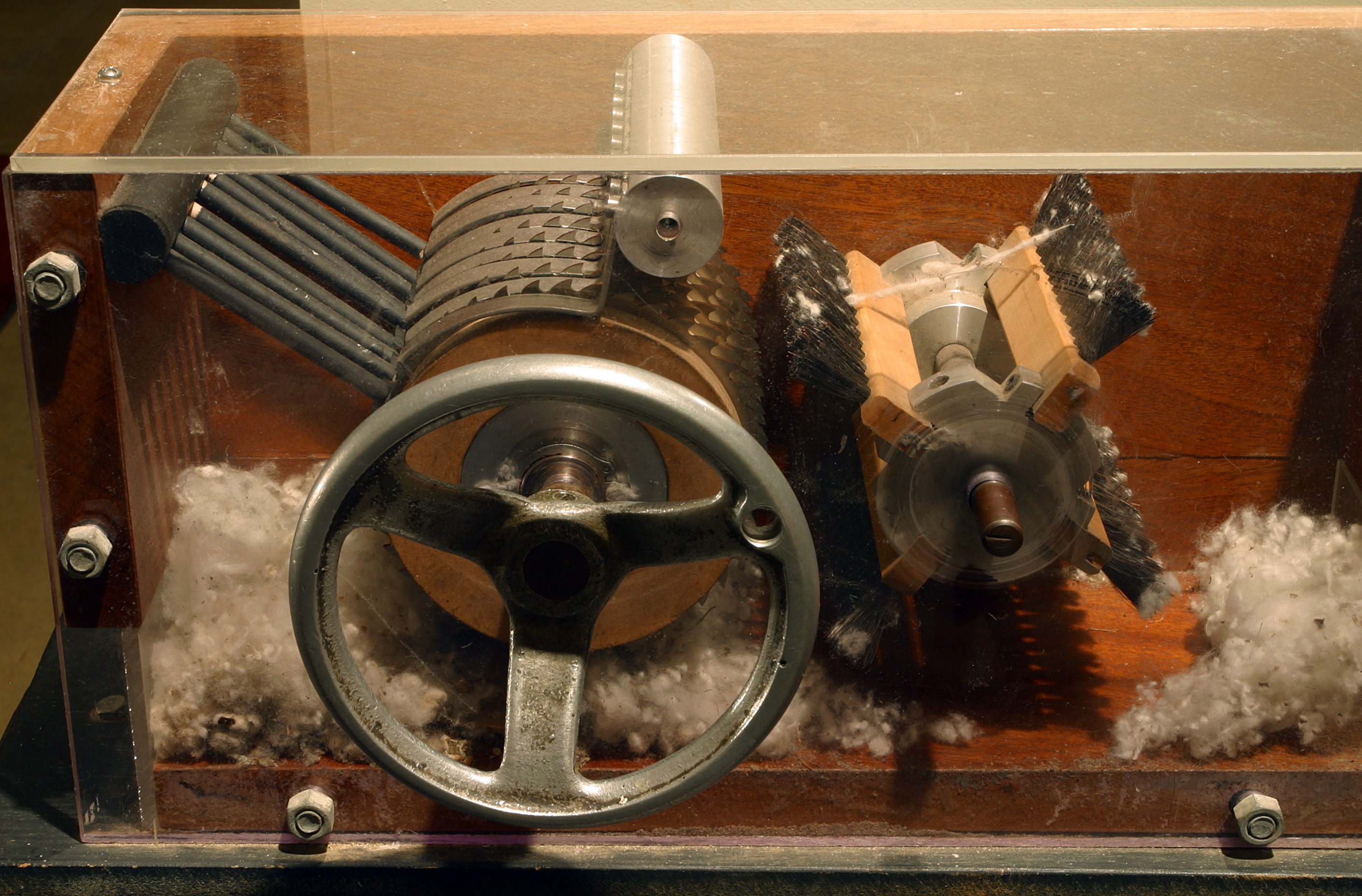
在美國康涅狄格州哈姆登伊萊·惠特尼博物館展出的19世紀軋棉機模型。

軋棉機（英語：cotton gin），又稱軋花機，是一種快速而且簡單地分開棉花纖維和種子的機器，生產力比人手分離高得多。該纖維可以加工成如亞麻織物的各種棉製品；至於纖維未損壞者則主要用於服裝方面的紡織物。分離出來的種子可以繼續種植更多的棉花或拿去生產棉籽油。
自公元500年以來，印度次大陸一直使用手持滾筒式軋棉機，其後在其他地區亦使用。據萊葵特（英語：Lakwete）所言，於大約16世紀的時期發明的印度蝸輪滾筒軋棉機和印度地區沿用至今的軋棉機比較，並沒有實質上的差別。現代的機械軋棉機是由美國發明家伊萊·惠特尼於1793年發明，並於1794年獲得專利。惠特尼發明的軋棉機使用了絲網和小線鉤的組合來拉棉，而刷子則會持續去除鬆散的棉絨以防止堵塞。它革命性地改變了美國的棉花產業，但隨著對棉花工人的需求迅速增加，也導致了美國南部的奴隸制。因此，本發明被認為是美國內戰爆發的非故意的因素。現代自動化的軋棉機使用多個動力清潔滾筒和鋸，比此前手動操作的前體有著更高的生產率。

## 起源
伊萊·惠特尼在1793年發明了自己的軋棉機。在搬到乔治亚州後尋找工作時，他開始研究這個項目。鑑於農民正在拼命尋找令棉花種植有利可圖的方法，一位名叫凱瑟琳·格林的女士為惠特尼提供了資金，用於製作第一個軋棉機。惠特尼創造了兩種軋棉機：一種可以手搖的小軋棉機和一種可以用馬或水力驅動的大軋棉機。

## 经济影响
受惠於軋棉機的發明，以前并不受重视的农作物，棉花，一举成为了美国南方主要的农作物。棉花的产量从1793年的500万磅突增到1820年的1.7亿磅。在某种程度上，这种突增是由于老州-乔治亚州、南卡罗来纳州和北卡罗来纳州的种植园主转而种植棉花。但实际上，主要原因是种植园主向西或向南迁移，在佛罗里达州、田纳西州、阿拉巴马州、密西西比州、阿肯色州、路易斯安那州和德克萨斯州东部建立了新的种植园。这些地区土壤肥沃，气候温暖，非常适合棉花生长，也因此充足的棉花供应的增加满足了美国东北部和欧洲纺织厂日益增长的需求。

## 奴隶制
然而，棉花产量的突增也导致了美国历史上严重的奴隶制。1808 年联邦法律废除了奴役人口的海外贸易后。非法贸易和州际贸易填补了这一空白。由于棉花利润丰厚，对黑奴的需求急剧上升。黑奴变得更有价值。1802 年，一个被奴役的人可以卖到 600 美元。到 1860 年，这一价格翻了三倍，达到 1800 美元。奴隶总数从 1820 年的 150 万增加到 1860 年的 400 万。奴隶贸易非但没有萎缩，反而蓬勃发展，使奴隶贸易在南方经济中的地位更加根深蒂固。